# BNXT League Defensive Player of the Year
De BNXT League Defensive Player of the Year is een jaarlijkse basketbalprijs in de BNXT League die wordt uitgereikt aan de beste verdedigende speler. De prijs werd voor het eerst uitgereikt met de start van de BNXT League in het seizoen 2021/22.

## Erelijst
| Seizoen | Speler            | Pos.  | Nationaliteit    | Club                | Ref.  |
| ------- | ----------------- | ----- | ---------------- | ------------------- | ----- |
| 2021/22 | Worthy de Jong    | SG/SF | Nederland        | ZZ Leiden           | [ 1 ] |
| 2022/23 | Wen Mukubu        | F     | België           | Kangoeroes Mechelen | [ 2 ] |
| 2023/24 | Osun Osunniyi     | C     | Verenigde Staten | Limburg United      | [ 3 ] |
| 2024/25 | Shaquille Doorson | C     | Nederland        | LWD Basket          | [ 4 ] |

## Winnaars per club
| Aantal | Club                | Jaren |
| ------ | ------------------- | ----- |
| 1      | ZZ Leiden           | 2022  |
| 1      | Kangoeroes Mechelen | 2023  |
| 1      | Limburg United      | 2024  |
| 1      | LWD Basket          | 2025  |